# Skalky (Úštěcká pahorkatina)
Skalky (338 m n. m., německy Skalkenberg) jsou vrch v okrese Litoměřice Ústeckého kraje. Leží asi jeden kilometr severoseverovýchodně od Encovan, na jejím katastrálním území a území vsi Třebutičky.

## Popis vrchu
Vrch Skalky je součástí pásu vrchů ve směru VSV–ZJZ, který se táhne od vrchu Hořidla (372 m), přes Skalky, Holý vrch (302 m) a Křemín (244 m) ke břehu Labe.

## Ochrana přírody
V listopadu 2013 byla zalesněná část vrchu vyhlášena jako přírodní památka Skalky u Třebutiček. V lesním porostu je hojné zastoupení různých bylin v čele s bažankou vejčitou (jediná její lokalita v Čechách).

## Geomorfologické zařazení
Vrch náleží do celku Ralská pahorkatina, podcelku Dokeská pahorkatina, okrsku Úštěcká pahorkatina, podokrsku Liběšická pahorkatina a Třeboutičské části.

## Přístup
Nejbližší dojezd automobilem je do Encovan, Třebutiček a Sedlece, příp. k silnicím je spojujícím. Na severních a západních svazích vrchu je síť pěších cest, ale turisticky značená nevede až na samotný vrchol.